# Léopold Fakambi
Vous pouvez aider à l'améliorer ou bien discuter des problèmes sur sa page de discussion.
- Il semble être autobiographique ou autocentré et avoir fait l'objet de modifications substantielles, soit par le principal intéressé, soit par une personne en lien étroit avec le sujet. Il peut être nécessaire de l'améliorer pour respecter le principe de neutralité de point de vue. (Marqué depuis novembre 2024)

Vous pouvez aider à l'améliorer ou bien discuter des problèmes sur sa page de discussion.
- Il ne cite pas suffisamment ses sources. Vous pouvez indiquer les passages à sourcer avec {{référence nécessaire}} ou {{Référence souhaitée}}, et inclure les références utiles en les liant aux notes de bas de page. (Marqué depuis juillet 2024)
- Il contient une ou plusieurs listes. Le texte gagnerait à être rédigé sous la forme d’un ou plusieurs paragraphes synthétiques, afin d’être plus agréable à lire. (Marqué depuis novembre 2024)

- Archive Wikiwix
- Bing
- Cairn
- DuckDuckGo
- E. Universalis
- Gallica
- Google
- G. Books
- G. News
- G. Scholar
- Persée
- Qwant
- (zh) Baidu
- (ru) Yandex
- (wd) trouver des œuvres sur Wikidata

Léopold Fakambi, né le 21 octobre 1942 à Lomé (Togo) et mort le 24 août 2021, est un ingénieur agronome, nutritionniste, universitaire, enseignant-chercheur et inventeur béninois.

## Biographie
Ancien élève du lycée Béhanzin de Porto Novo au Bénin de 1955 à 1962, il suit des études en classes préparatoires scientifiques à Besançon puis à Paris au lycée Janson-de-Sailly (1962-1964). Il entre à l'Institut national agronomique de Paris en 1964 et poursuit sa formation auprès de Marcel Mazoyer et René Dumont notamment, dont il partage l’engagement pour le développement durable et écologique des pays du Sud.
 Il soutient en 1970 sa thèse de doctorat en nutrition à l'université de la Sorbonne à Paris.
Il est créateur et maître artisan d'ateliers Terre, Bois, Fer, Pigment, Sel.[réf. nécessaire]

## Carrière
D’abord assistant de physiologie végétale à l'université nationale du Bénin (actuelle université d'Abomey-Calavi, UAC), il devient professeur d'université et doyen de la Faculté des sciences agronomiques (FSA) de l'UAC, mandaté par le premier recteur de l'université nationale du Bénin, le botaniste Édouard Adjanohoun. Il est directeur de cette faculté entre 1980 et 1991.
Il conduit de nombreuses consultations et missions pour le compte d'organisations internationales, comme le Programme alimentaire mondial, la Banque mondiale ou encore le Centre international de recherche sur les femmes.
Il a été directeur de cabinet au ministère de l'Éducation dirigé par Karim Dramane et au ministère de la Culture.

## Engagement dans les organisations de la société civile
Il s’investit dans de nombreuses organisations de la société civile, notamment :
- Fondateur et coordonnateur du Groupement d’Expert en Projet d’Éducation et de Développement (GEPED) et du Centre d’Étude et de Promotion des Initiatives Éducatives à la Base (CEPIEB).
- Membre de l’Association nationale des inventeurs du Bénin (AniB).
- Vice-président de la Communauté des réalisateurs et acteurs des matériaux locaux de construction du Bénin (CRA-MLC Bénin).
- Promotion de l’autoconstruction en terre crue au niveau communautaire pour un habitat amélioré dans les zones rurales : projet Bateco.
- Promotion des alternatives technologiques, économiques et écologiques permettant de satisfaire les besoins fondamentaux des communautés (se loger en particulier) sans compromettre la conservation et la préservation de la biodiversité dans les zones lagunaires (SOS Mangrove)
- ADO Association de développement de Ouidah.
- Membre fondateur et premier président du Rotary Club de Ouidah. Sur financement du Rotary Club International, il fait notamment la promotion de la production et de la consommation de poudre de feuille de moringa par les groupes vulnérables exposés à la malnutrition.
- M ise en place à Hozin (Département de l’Ouémé au Bénin) d’une unité expérimentale de production de gari enrichi au soja et à l’huile rouge (avec le soutien de l’Institut international d'agriculture tropicale-Ibadan).

## Décès

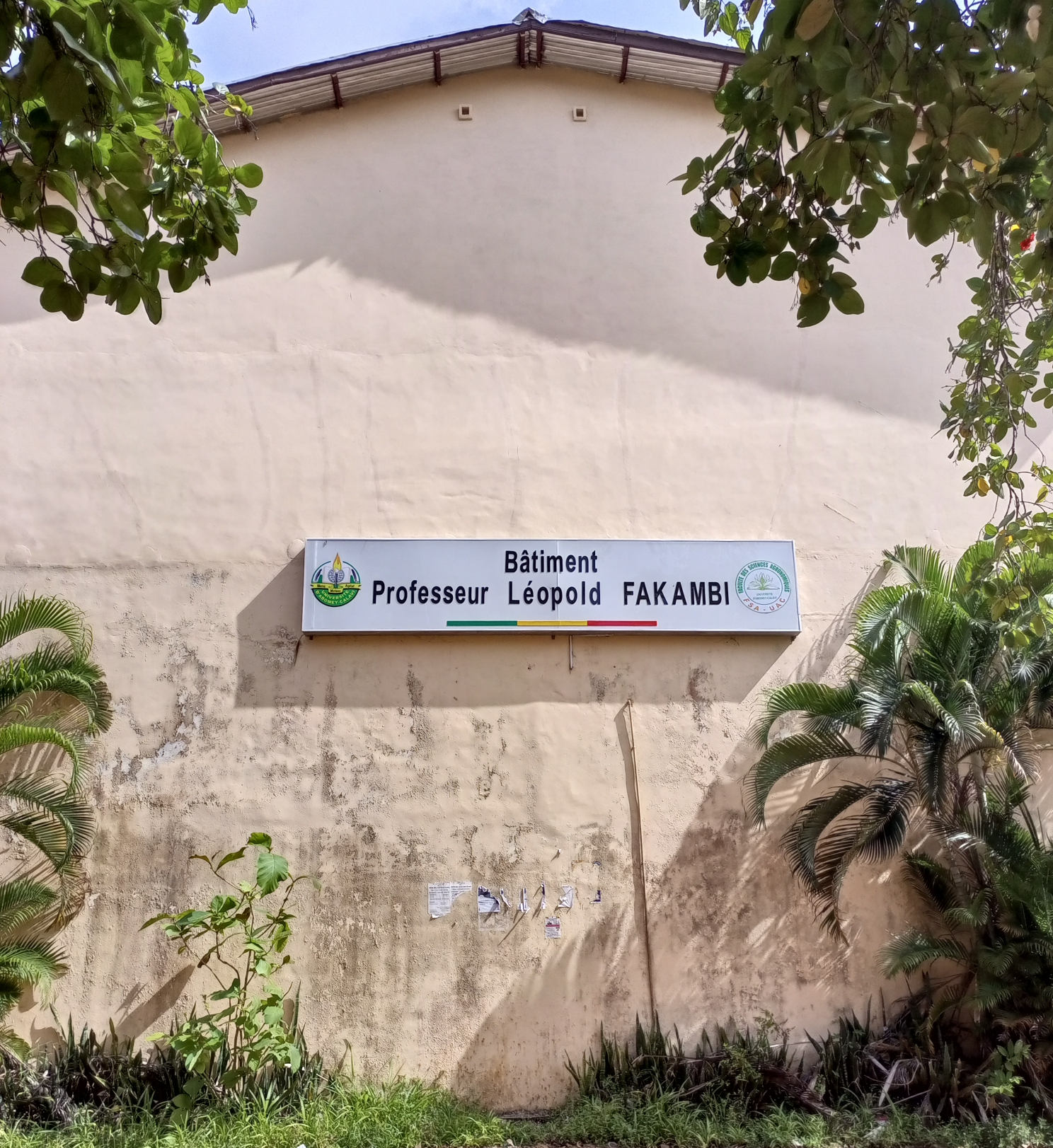
Bâtiment de l'université d'Abomey-Calavi nommé en hommage à Léopold Fakambi.

Léopold Fakambi est mort le 24 août 2021 du coronavirus. Il est enterré dans le cimetière de la collectivité familiale Fakambi, à Ouidah.

## Distinctions
- Chevalier de l'ordre national du Bénin (1997)[5]
- Chevalier de l'ordre des Palmes académiques[réf. nécessaire]

## Publications
- Interaction du calcium et des lipides alimentaires : Mise en évidence de l'excrétion fécale de savons de calcium chez le rat (thèse/mémoire), Paris, Université Pierre et Marie Curie, 1970.
- (en) Factors affecting the nutritional status of mothers : the food and nutrition program of the Ouando Horticulture and Nutrition Center in the People's Republic of Benin, Washington, D.C., International Center for Research on Women, 1990.
- Margaret B Parlato, Serigne Mbaye Diène, Edwin Kimbo et Léopold Fakambi, Évaluation de la nutrition pour USAID-Bénin : 3-14 mars 1997, Arlington, Agency for international development, USAID, BASICS, 1997.
- Alimentation et épanouissement physique et intellectuel de l’enfant (présentation en ligne).